# Austrogomphus angeli
Austrogomphus angeli là loài chuồn chuồn trong họ Gomphidae. Loài này được Tillyard mô tả khoa học đầu tiên năm 1913.